# Auhagen
Auhagen település Németországban, azon belül Alsó-Szászország tartományban. Lakosainak száma 1293 fő (2023. december 31.). Auhagen Bad Nenndorf és Hagenburg községekkel határos.

## Népesség
A település népességének változása:
| Lakosok száma | 1294 | 1264 | 1249 | 1237 | 1259 | 1263 | 1293 |
|               | 2014 | 2016 | 2017 | 2019 | 2021 | 2022 | 2023 |